# Барге
Барге (итал. Barghe) је насеље у Италији у округу Бреша, региону Ломбардија.
Према процени из 2011. у насељу је живело 867 становника. Насеље се налази на надморској висини од 293 м.

## Становништво
| 1931. | 1936. | 1951. | 1961. | 1971. | 1981. | 1991. | 2001. | 2011. |
| ----- | ----- | ----- | ----- | ----- | ----- | ----- | ----- | ----- |
| 725   | 761   | 827   | 846   | 863   | 903   | 1.077 | 1.124 | 1.188 |